# Giliszta

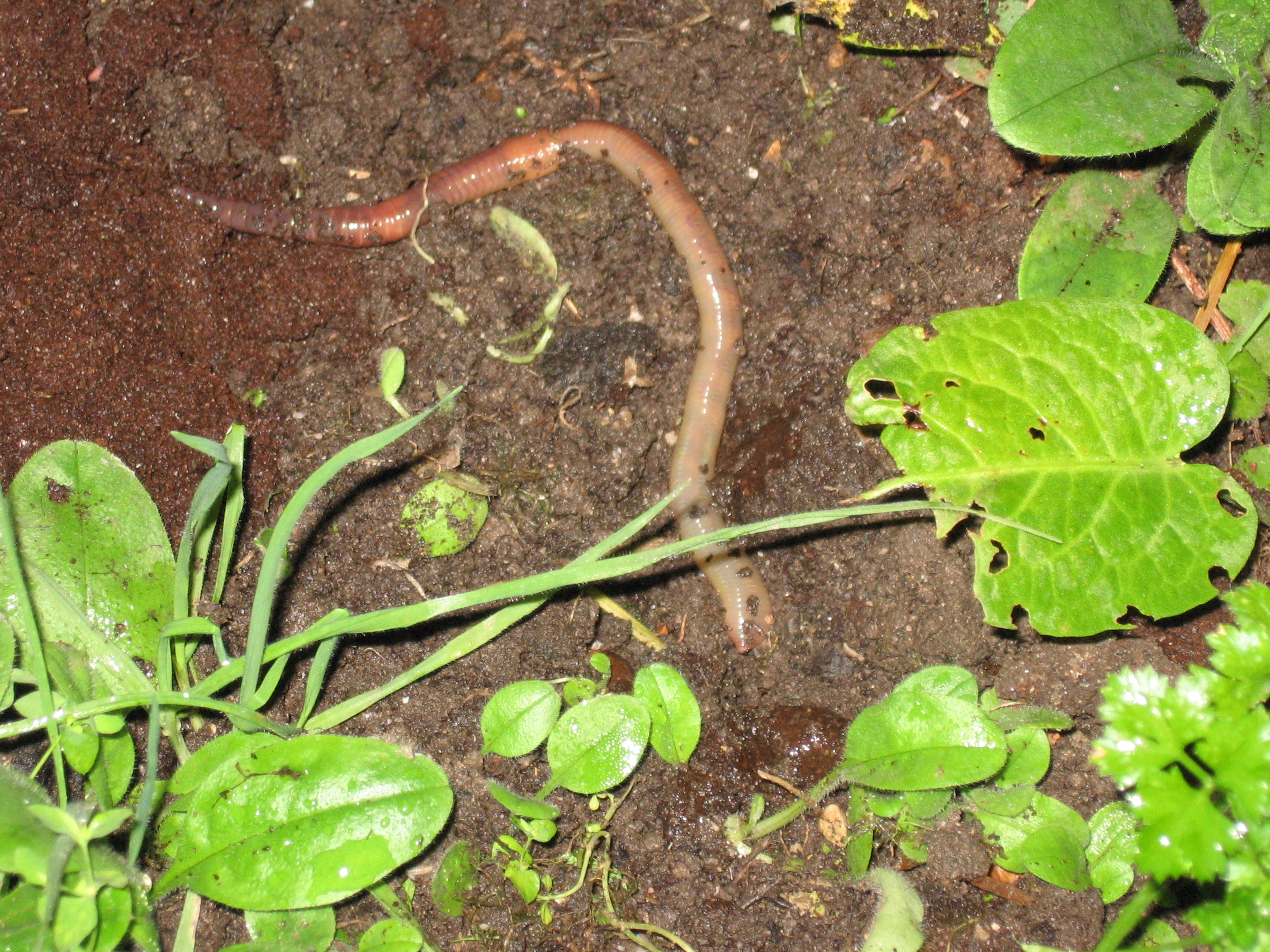
Földigiliszta-félék (Lumbricus terrestris)

A giliszta elnevezéssel általában a gyűrűsférgek törzsének azokat a szárazföldi és édesvízi fajait jelölik, amelyeknek a táplálkozását az jellemzi, hogy a talajt a testükön áteresztve szűrik ki a számukra fontos szerves tápanyagokat. Ezzel mind a szárazföldön, mind a vizekben javítják a növények számára a talaj minőségét. Ezen kívül néhány bélféreg-fajt is a giliszta névvel jelölnek.

## A szó eredete
A giliszta szó szláv eredetű. A 19. században gelesztának nevezték.

## Földi és vízi giliszták
Szárazföldi gilisztafélék:
- Földigiliszta-félék (Lumbricidae)

Vízi (iszaplakó, illetve vízfenéklakó) gilisztafélék:
- Mocsárigiliszták (Lumbriculidae)
- Zsinórgiliszták (Haplotaxidae)

Apró termetű vízi giliszták:
- Olajosgiliszták (Aeolosomatidae)
- Láncosgiliszták (Naididae)

## Bélgiliszták
Az emberben élősködő három leggyakoribb parazita bélféreg-fajt is gilisztának nevezik. Ezek azonban nem a gyűrűsférgek törzsébe, hanem a rendszertanilag távolabb álló fonálférgek törzsébe tartoznak.
- Hegyesfarkú bélgiliszta vagy emberi végbélgiliszta, illetve népies nevén „cérnagiliszta” (Enterobius vermicularis)
- Ostorgiliszta (Trichuris trichiurus)
- Orsógiliszta vagy orsóféreg (Ascaris lumbricoides)

Állatokban élősködő bélgiliszták:
- Orsógiliszta-félék (például Ascaris megalocephala, a lovak élősködője)
- Pántlikagiliszták, illetve ismertebb nevükön galandférgek (például Taenia saginata, Taenia solium) – állatról emberre is terjednek